# Іонне напівпровідникове секвенування
Іонне напівпровідникове секвенування (англ. Ion semiconductor sequencing) — це метод секвенування ДНК, принцип роботи якого полягає у детектуванні іонів гідрогену, які вивільняються протягом полімеризації ДНК. Це метод «секвенування протягом синтезу», під час якого добудовується комплементарний ланцюг матричної послідовності ДНК.
Мікролунка у чипі, яка містить матричну послідовність ДНК, що призначена для секвенування, наповнюється певним видом дезоксирибонуклеотидтрифосфату (dNTP). Якщо введений dNTP комплементарний до нуклеотиду у матричній послідовності ДНК, то буде відбуватись добудовування комплементарного ланцюгу. Ця реакція супроводжується вивільненням іона гідрогену, що реєструється ISFET датчиком. Якщо у матричній ДНК присутні повтори із однакових пар основ, то буде спостерігатись відповідне збільшення вивільненого гідрогену та пропорційне зростання електричного сигналу.
Ця технологія відрізняється від інших типів технологій «секвенування протягом синтезу» тим, що у ній не задіяні модифіковані нуклеотиди та оптичні методи вимірювання.

## Технологія

Добудовування комплементарного ланцюга до матричної ДНК та вивільнення гідрогену та пірофосфату

Вивільнення іонів гідрогену, якщо 0 або більше dNTP вбудувались у ланцюг ДНК

Вивільнення іонів гідрогену та реєстрація сигналу сенсором

### Хімічний принцип секвенування
Приєднання dNTP до ланцюга ДНК, що росте, супроводжується утворенням ковалентного зв'язку та вивільненням пірофосфату і позитивно зарядженого іона гідрогену. dNTP приєднається лише у тому випадку, якщо він комплементарний до нуклеотиду матричного ланцюга ДНК. Використовуючи ці факти, можна детектувати вивільнення іона гідрогену при внесенні певного виду dNTP, у чому і полягає основний принцип іонного напівпровідникового секвенування.
Мікролунки у напівпровідниковому чипі містять всередині багато копій одноланцюгової молекули матричної ДНК, які нанесені на парамагнітні кульки, та полімеразу. У ці мікролунки почергово заливаються різні dNTP: А, Г, Т, Ц — за рахунок чого відбувається добудовування ланцюга, що росте, комплементарно до матричного ланцюга ДНК завдяки роботі ферменту — ДНК-полімерази. Якщо dNTP не є комплементарним, то добудовування не відбувається, гідроген не вивільняється. Вивільнений іон гідрогену під час реакції призводить до зміни рН розчину у мікролунці, що детектується ISFET. Незв'язані молекули dNTP вимиваються перед наступним циклом внесення іншого dNTP.

### Детектування сигналу
Під шаром мікролунок знаходиться іон-чутливий шар, під яким є ISFET іонний сенсор. Всі шари входять до складу одного КМОН транзистору. Кожна мікролунка містить відповідний ISFET детектор, який буде реєструвати вивільнення іона гідрогену.
Серії електричних сигналів від чипа перетворюються у послідовність ДНК. Обробка сигналів і збирання послідовності ДНК відбувається за допомогою певного програмного забезпечення.

### Характеристики секвенування
У лютому 2011 року у компанії Ion Torrent на іонному напівпровідниковому секвенаторі Ion Torrent була встановлена точність 99.6% при довжині фрагмента (ріда) ДНК 50 нуклеотидів, 100 Мб на один ран. Довжина рідів у лютому 2011 складала 100 пар нуклеотидів. Точність для гомополімеру із 5 повторів складає 98%. Подальше вдосконалення дозволило збільшити кількість рідів до 400 пар нуклеотидів. Однак, ці значення не були перевірені незалежними лабораторіями, поза Ion Torrent.

## Переваги
Головними перевагами іонного напівпровідникового секвенування є короткий час проведення сиквенсу та низька ціна виконання. Це було досягнуто за рахунок уникнення використання модифікованих нуклеотидів та оптичних вимірювань.

## Обмеження
Якщо у матричній ДНК міститься повтор із одного типу нуклеотиду (наприклад, ТТТТТТ), то результатом цього буде збільшення кількості вивільнених іонів гідрогену за один цикл, що призведе до більшої зміни рН і сильнішого електричного сигналу відповідно. Обмеженням системи є складність у детектуванні довгих повторів.
Ще одним обмеженням є коротка довжина рідів, порівняно з іншимим методами секвенування (піросеквенування та секвенування за Сенгером). Іонні напівпровідникові секвенатори Ion Torrent мають середню довжину рідів 400 нуклеотидів.

## Застосування
Як зазначено на сайті, Іонні напівпровідникові секвенатори Ion Torrent можна використовувати у багатьох сферах дослідження:
- дослідження раку: панелі для детектування SNP, число повторів та інсерцій і делецій, експресії генів;
- аналіз експресії генів: повний транскриптом, RNA-Seq[en], секвенування малих РНК;
- аналіз епігеному;
- мікробіологічне дослідження: повний геном мікробіому, генотипування та метагеноміка;
- дослідження спадкових хвороб: панелі для таргетних генів або повний аналіз екзому;
- дослідження у репродуктивній сфері: детектування анеуплоідії.